# 북아일랜드인
북아일랜드인(北-人)은 북아일랜드에서 태어난 사람들을 지칭한다.

## 설문 조사
다음은 북아일랜드 라이프 앤 타임에서 실시한 조사 로, 북아일랜드인들이 자기 자신을 지칭하기 제일 좋아하는 순위를 나타낸다.
- 영국인 (37%)
- 북아일랜드인 (29%)
- 아일랜드인 (26%)
- 얼스터인 (4%)
- 기타 (4%)

다음은 2007년, 북아일랜드 라이프 앤 타임 조사 로, "당신은 아일랜드인/영국인/북아일랜드인/얼스터인 중에서 어떤 국적으로 표기되기 좋으냐?"라는 질문에 대한 응답이다.
북아일랜드인
- 매우 강하게 좋다. (50%)
- 좋다. (34%)
- 그저 그렇다. (15%)
- 모르겠다. (0%)

영국인
- 매우 강하게 좋다. (37%)
- 좋다. (41%)
- 그저 그렇다. (22%)
- 모르겠다. (0%)

아일랜드인
- 매우 강하게 좋다. (36%)
- 좋다. (41%)
- 그저 그렇다. (23%)
- 모르겠다. (0%)

얼스터인
- 매우 강하게 좋다. (31%)
- 좋다. (40%)
- 그저 그렇다. (28%)
- 모르겠다. (1%)

## 같이 보기
- 얼스터스코트인